# Maister trio
Maister trio je slovenski komorni ansambel treh klarinetistov. Taka zasedba je eden najmanj razširjenih komornih sestavov v svetu, v slovenskem prostoru pa je Maister trio najverjetneje edina tovrstna skupina. Pestrost zvoka in široka paleta alikvotov tega instrumenta naredi zanimivo sozvočje in polno harmonskost tudi na treh enakih oziroma sorodnih instrumentih. Veliko literature, tudi manj znanih avtorjev, in želja po skupnem muziciranju sta bila povod za sestav Maister tria. 
Klarinetisti Slavko Kovačič (B in Es klarinet), Jurij Hladnik (B in Alt klarinet) in Bojan Logar (B in Bas klarinet) so srce in duša Maister tria. Koncertni program, ki ga izvajajo, vsebuje pestrost glasbe iz različnih obdobij, od baroka, klasičnih in romantičnih del, pa vse do skladateljev 20. in 21. stoletja, pa tudi klezmer glasbe. Veliko pozornost posvečajo novim skladbam, tako da so krstno izvedli kar nekaj skladb napisanih prav za njihov sestav. Avtorji glasbe zanje so skladatelji Janez Gregorc, Zequirja Ballata, Ivo Kopecky, Brina Zupančič, Robert Kamplet, idr. Snemajo za Radio Maribor in Radio Berlin-Brandenburg.
Prav tako pa sodelujejo tudi s priznanimi umetniki, kot so Mate Bekavac, Petra Arlati-Kovačič, Matej Grahek, Oto Kožuh, ...
Maister trio koncertira doma in v tujini. Klarinetisti so sodelovali na:
- Salonu mariborskih umetnikov 2000,
- Mednarodnem festivalu Lent 2002, 2003, 2004, 2005,
- 16. Mednarodnem poletnem taboru v okviru Jeunesses Musicales,
- Mednarodnem festivalu Glasbeni September 2004,
- Evropskem srečanju ansamblov klarinetov Klarinetovanje 2004,
- Rogaškem glasbenem poletju,
- Mariboru Alpskem mestu, Šentjurskem poletju 2003 pod Ipavčevo lipo,
- Festivalu Spectrum na gradu Gewerkenegg ...

Člani ansambla pa so posamezno sodelovali tudi na festivalih, kot so Dubrovačke ljetne igre, Evropski mesec kulture, Slovenski glasbeni dnevi, Kogojevi dnevi, Noč slovenskih skladateljev, Mednarodni poletni festival mladih Postojna ... Sodelovali pa so tudi z drugimi priznanimi domačimi in tujimi umetniki, kot so Irena Grafenauer, Mate Bekavac, Jasminka Stančul, Stanko Arnold, Clara Dent, Gustavo Nuñez, Dag Jensen, Arvid Engegard, Jože Kotar, Radovan Vlatković, idr.